# Табиш, Станислав
Стани́слав Та́биш (пол. Stanisław Tabisz; 19 апреля 1956, Домарадз, Польша — 1 декабря 2021, Краков, Польша) — польский художник, график, сценограф, педагог, профессор, ректор Краковской академии искусств.

## Биография
До 1982 обучался в Академии изобразительных искусств в Кракове в студии под руководством профессора Тадеуша Бжозовского. Работал преподавателем академии, затем профессор, декан факультета графики. В 2012 году был избран ректором Краковской академии искусств (на 2012—2020 учебные годы).
С 2002 года был председателем Союза польских художников-пластиков краковского региона.

## Творчество
Занимался живописью, рисунком, графическим проектированием, сценографией. Полотна и рисунки художника представляют собой особый вид сюрреализма. Автор в своих произведениях создавал визуальные микро- и макрокосмические пейзажи и композиции с фантастическими животными, насыщенные поэтической атмосферой сна и магии. Частым мотивом рисунков С. Табиша является мифический единорог.
Автор 47 персональных выставок на родине и за границей. Работы С. Табиша находятся в коллекциях ряда музеев Польши, частных собраниях в Германии, Швейцарии, Швеции, США, Австрии, Испании и Франции.
Автор сценографии концертов композитора Збигнева Прайснера в 1999 — «Мои коллеги по концу света» в Старом театре в Кракове и в 2000 — в Национальном театре в Варшаве.
Писал статьи и эссе об искусстве, которые публиковались в польской периодике, в частности, в Czas Krakowski, Architekturа & Biznes, Dekadа Literackа, Dziennik Polski, Głos Plastyków, Pokaz, Arteon, Frazа, Wiadomości ASP и др.
В 1983—1988 выступал в качестве певца в краковском кабаре «Подвал под баранами» (пол. Piwnica pod Baranami), писал стихи.